# Boykins
Boykins – miasto w Stanach Zjednoczonych, w stanie Wirginia, w hrabstwie Southampton.